# الحزب الشيوعي الأردني
الحزب الشيوعي الأردني (J.C.P) هو حزب سياسي شيوعي أردني، تأسس سنة 1951  كان محظورا لغاية صدور قانون الأحزاب بعد الانفراج السياسي الذي شهدته البلاد على اثر هبة نيسان 1989 أنشأه يعقوب زيادين وفؤاد نصار وسامي الغضبان ونبيه ارشيدات وعبد اللطيف أبو جبارة وعيسى مدانات وغيرهم، من خلال اندماج الماركسيين بشرق الأردن مع عصبة التحرر الوطني في فلسطين عام 1951م. وأنتخب نصار أمينا عام للحزب. إلا أنه أعتقل في نهاية العام وحكم بعشر سنوات يقضيها في سجن الجفر.

## تاريخ
تأسس الحزب الشيوعي الأردني عام 1951 من قبل مجموعة من الشيوعيين الأردنيين والفلسطينيين الذين كان من أبرزهم يعقوب زيادين وفؤاد نصار وسامي الغضبان.
في عام 1956 استطاع الحزب الوصول إلى البرلمان الأردني، حيث نجح في تلك الدورة نائبان د.يعقوب زيادين عن مقعد القدس رغم أنة ولد في الكرك حيث عائلتة، وفائق وراد عن مقعد رام الله وسليمان النابلسي الذي أصبح فينا بعد رئيس وزراء. وهو أحد الأركان الأساسية في المعارضة الأردنية المنضوية تحت مايسمى بلجنة التنسيق العليا للمعارضة الأردنية.

فؤاد نصار
سامي الغضبان
يعقوب زيادين

## النظام الأساسي
الحزب الشيوعي الأردني تنظيم سياسي طوعي لكل أردني وأردنية يوافق/توافق على مبادئه وأهدافه ومنطلقاته الفكرية والسياسية ويلتزمون بنظامه الاساسي وتتوفر فيهم شروط العضوية حسب أحكام هذا النظام.
- المادة (1): اسم الحزب وشعاره
- المادة (2): عنوان المقر الرئيسي
- المادة (3): المبادئ التي يقوم عليها الحزب الشيوعي الأردني والاهداف التي يسعى اليها ووسائل تحقيقها.
- المادة (4): شروط العضوية واجراءات الانضمام للحزب
- المادة (5): حقوق عضو الحزب وواجباته
- المادة (6): منظمات الحزب القاعدية
- المادة (7): هيئات الحزب القيادية
- المادة (8): لجنة المراقبة الحزبية
- المادة (9): مالية الحزب
- المادة (10): حل الحزب أو اندماجه مع حزب اخر
- المادة (11): أحكام عامة[5]

## البرنامج السياسي
البرنامج السياسي للحزب الشيوعي الأردني الذي اقره المؤتمر الخامس للحزب بتاريخ 16 تموز 2010.

### المقدمة
الحزب الشيوعي الأردني هو حزب الطبقة العاملة والفلاحين وسائر الكادحين من صغار الكسبة والمثقفين الديمقراطيين والعاملين بسواعدهم وأدمغتهم من الفئات التي تعاني من الاستغلال الطبقي. يلتزم الحزب بقضايا الجماهير الشعبية الواسعة، يدافع عن مصالحها، ويعبر عن طموحاتها ويبث الوعي في صفوفها، يتعلم منها ويتعامل معها بهدف تطوير وعيها ونضالها وتوسيع تنظيمها السياسي والمهني والاجتماعي.
يستند الحزب في نشاطه إلى النظرية الماركسية اللينينية الخلاقة، ويستلهم في قضايا الفكر والتحليل السياسي منهجها العلمي المادي الجدلي، وكل ما هو ثوري وتقدمي في التراث العربي والعالمي وفي التجربة التاريخية الكفاحية لشعوب العالم ومخزونها الإنساني والحضاري والعلمي.
ان حزبنا الذي ولد في خضم النضال دفاعاً عن الاستقلال الوطني والتقدم الاقتصادي والاجتماعي والديمقراطي تميز بالالتصاق الوثيق بالجماهير الشعبية والتفهم العميق لمعاناتها وتطلعاتها نحو حياة أفضل. كما ان ولادته تزامنت مع تداعيات نكبة الشعب الفلسطيني واحتدام الصراع العربي ضد قوى الصهيونية العالمية. وصمد الحزب في مختلف المعارك وفي اشد الظروف صعوبة وقساوة، ولم ينكس رايات النضال رغم انه تعرض لمختلف أشكال البطش والأرهاب والمعاناة، وعانى من مختلف الانقسامات والتكتلات الضارة، وتمسك طيلة نضاله بهويته الطبقية وحافظ على قسماته الوطنية والأممية والتزم ببرنامجه الوطني، ولم يبخل بالتضحيات الجسام التي قدمها أعضاؤه وأصدقاؤه في معترك النضال مع بقية القوى الوطنية والديمقراطية. فقد دخل السجون والمعتقلات خلال العقود الماضية الاف الشيوعيين وأصدقائهم وبقية الوطنيين الذين تمسكوا بجسارة ملموسة بقضايا شعبهم ووطنهم ورفعوا عالياً راية النضال ضد الأحلاف العسكرية ومقاومة مخططات الامبريالية والصهيونية والقوى الرجعية.
يهدف برنامج الحزب الشيوعي الأردني توضيح طريق النضال من خلال تحديد ابرز مهامه على مختلف الصعد المحلية والعربية- الفلسطينية والعالمية، الأمر الذي يستدعي استعراض الملامح الرئيسة للأوضاع السائدة في بلادنا وعلى الصعيدين العربي – الفلسطيني والعالمي، وادراك طبيعة المرحلة التي نجتازها من اجل  تحديد مواقف مختلف القوى الطبقية والاجتماعية سواء التي لها مصلحة في التحرك المشترك للتصدي لتلك المهام أو القوى المناوئة والمناهضة لها.

### طبيعة المرحلة الراهنة
تنطلق مهمات الشيوعيين من الظروف التاريخية العيانية والواقع الاقتصادي الاجتماعي الملموس ودرجة تطور المجتمع. وعلى ذلك يرى حزبنا ان البلاد لا زالت تمر بمرحلة الثورة الوطنية الديمقراطية.
ان تحديد ابرز مهام المرحلة يكتسي أهمية خاصة في مواجهة السياسات والمفاهيم التي تحاول قوى الامبريالية ان تفرضها على العالم، خاصة في اطار العولمة الرأسمالية الشرسة وامتداداتها ومفرزاتها السياسية والاقتصادية والثقافية التي تستخدم كاداة للمزيد من اخضاع الدول النامية وفرض التبعية عليها وتعطيل المشروعات الوطنية أو القومية أو الإقليمية أو أية احتمالات أخرى مستقلة لمعالجة قضية التنمية.

### البرنامج الوطني الديمقراطي
لمواجهة مهام المرحلة ومتطلباتها فأنه لا بد من برنامج بديل للسياسات التي أوصلت البلاد إلى الاوضاع الحالية، برنامج يضع بدائل حقيقية للقضايا السلبية والضارة ويطور الايجابيات ويرسم الطريق للتطور المستقبلي، برنامج يستند إلى رؤية حزبنا الطبقية والاجتماعية واهدافه في النضال من اجل العدالة الاجتماعية على طريق بناء الاشتراكية.
ان انجاز مرحلة الثورة الوطنية الديمقراطية يتطلب حلا ديمقراطيا للمشكلات السياسية وحلا وطنيا للمعضلات الاقتصادية والثقافية والاجتماعية. ويشكل هذا البرنامج اهدافاً للحزب، وهي على النحو التالي:-

#### على الصعيد المحلي
- في المجال السياسي
- في المجال الاقتصادي
- في مجال العمل والشؤون الاجتماعية والصحة والشباب
- في مجال المرأة
- في مجال التعليم والثقافة والإعلام

#### على الصعيد العربي
- النضال مع جميع قوى التحرر والتقدم والديمقراطية في البلدان العربية من اجل إجبار الأنظمة العربية على السير في طريق يؤمن استعادة التضامن العربي الكفاحي وتنسيق المواقف العربية لمواجهة الاعتداءات الامبريالية- الصهيونية على البلدان العربية والإحتلالات المجرمة.
- دعم ومساندة نضال الشعب السوري الشقيق لاسترداد مرتفعات الجولان، ونضال الشعب اللبناني الشقيق ومقاومته الوطنية لاسترداد ما تبقى من أراضيه المحتلة.
- دعم المقاومة الوطنية العراقية ونضال الشعب العراقي من أجل التخلص من نير الاحتلال الأنجلو أمريكي لأراضيه، والتضامن مع مطالبه العادلة في إقامة نظام ديمقراطي لا طائفي.
- تعزيز العمل العربي المشترك في مختلف المجالات السياسية والاقتصادية والثقافية، والعمل على تحقيق تضامن عربي كفاحي للتصدي للاخطار الامبريالية والعدوانية الصهيونية والتوسع والاحتلال للأراضي العربية.
- النضال من أجل اقامة تكتل اقتصادي عربي.
- دعم نضال الشعوب العربية من أجل انجاز الاستقلال السياسي والاقتصادي وتوحيد نضالها من اجل اطلاق الحريات العامة وإشاعة الديمقراطية، وضمان حق تداول السلطة، والنضال من اجل اطلاق سراح جميع المعتقلين السياسيين ومعتقلي الرأي في البلدان العربية  لتدعيم المشاركة الشعبية في الحياة الاجتماعية والتصدي لمختلف التحديات الامبريالية والصهيونية.

#### على الصعيد الفلسطيني
- تقديم كافة أشكال الدعم والاسناد لنضال الشعب العربي الفلسطيني الشقيق، بقيادة ممثله الشرعي والوحيد منظمة التحرير الفلسطينية، لانهاء الاحتلال الإسرائيلي للأراضي الفلسطينية المحتلة عام 1967، وتمكينه من حقه في تقرير المصير على ترابه الوطني، بما في ذلك حقه في  اقامة دولته الوطنية المستقلة ذات السيادة وعاصمتها القدس، وحق اللاجئين الفلسطينيين في العودة إلى ديارهم واراضيهم التي هجروا منها قسرا وفق القرارات الدولية ذات العلاقة.
- النضال الحازم ضد مؤامرات العدو الإسرائيلي، المدعومة من الامبريالية الأمريكية لتصفية القضية الفلسطينية على حساب الأردن دولة وشعبا ومؤسسات. ويدعو الحزب بثبات إلى تعزيز الهوية الوطنية الفلسطينية والتمسك بها والحفاظ عليها في وجه المحاولات الإسرائيلية والصهيونية لشطبها وطمسها.
- دعم سائر اشكال مقاومة الشعب الفلسطيني، وخاصة المقاومة الشعبية ضد الاحتلال الإسرائيلي الغاشم وكافة ممارساته العنصرية ومحاولاته المحمومة لتهويد مزيد من الأراضي والأحياء والأماكن المقدسة في القدس وسائر المدن والبلدات الفلسطينية، وعدم التقاعس عن الضغط على الحكومة الأردنية بتحمل مسؤولياتها تجاه دعم صمود الشعب الفلسطيني على أرضه.

#### على الصعيد العالمي
- إقامة أوثق العلاقات مع الاحزاب الشيوعية والاشتراكية والعمالية الشقيقة ومع سائر احزاب وقوى التقدم واليسار والديمقراطية على الصعيد العالمي ومع كل قوى الثورات الوطنية، والانخراط  في الجبهة العالمية المعادية للامبريالية والعولمة الرأسمالية الشرسة.
- الانخراط في النضال العالمي لإلغاء ديون الدول النامية، وتحقيق نظام اقتصادي دولي جديد بعلاقات عادلة ومتكافئة.
- الانخراط في النضال لتحريم أسلحة الدمار الشامل في جميع انحاء العالم وخاصة في منطقة الشرق الأوسط وإلزام إسرائيل الخضوع للقرارات الدولية بهذا الخصوص.
- دعم كفاح قوى التحرر العالمية من أجل الاستقلال وطرد القوات الأجنبية واغلاق القواعد العسكرية على أراضيها  وتصفية أسلحة الدمار الشامل والكفاح من اجل السلام وصيانته في العالم.[6]

## قوات الأنصار
في نيسان عام 1970، تم الإعلان عن تشكيل قوات الأنصار بضغط قواعد الأحزاب الشيوعية في المشرق العربي، خصوصاً داخل أوساط الشيوعيين الفلسطينيين المنضوين في عضوية الحزب الشيوعي الأردني بقيادة عبد العزيز العطي، تم إنشاء قوات الأنصار ضمن هيكلية عسكرية فدائية، حيث قام فؤاد نصار ومن خلال مؤتمر عقده الحزب، بإعلان تشكيل قوات الأنصار؛ التي تشكلت من الشيوعيين الفلسطينيين والعرب في الأحزاب الشيوعية العربية الثلاثة: الأردني، السوري، العراقي. مجمل القوى الفلسطينية رفض تكوين قوات أنصار، ولم يقبل بوجودها إلا الجبهة الشعبية لتحرير فلسطين التابعة للدكتور جورج حبش. استمرت قوات الأنصار في مشاركتها مع باقي الفصائل الفلسطينية حتى معارك الاحراش التي ابتدات في 13 تموز عام 1971 حيث انتهت بعد تلك المعارك معظم الفصائل الفلسطينية والأردنية المسلحة وخاصة بعد تدخل اللجنة العربية (السورية) واجلاء قسم من تلك المنظمات إلى سوريا رغم ان الاغلبية تم تشتيتها وتفكيك اعضاءها وبقوا في الأردن
انشقاق الحزب الشيوعي بين مؤيد للكفاح المسلح ورافض له في مسمى الكادر اللينيني اضعف الحزب وساهم في بلبلة صفوفه ونتج عن ذلك ضعف قوات الأنصار التي انتهت كتنظيم مسلح في اواخر شهر تموز 1971.[بحاجة لمصدر]

## الاحزاب المنبثقة
تشكلت عدة احزاب فيما بعد كان من ضمنها الحزب الشيوعي الفلسطيني-الثوري، إلا أن الحزب الشيوعي الأردني رفض بشدة مبدأ استقلال الشيوعيين الفلسطينيين خلال فترة وحدة الضفتين تحت وبرر الحزب الشيوعي الأردني هذا الرفض لإنشاء أحزاب فرعية:«قيام الحزب مرهون بقيام الدولة الفلسطينية، وأن قيامه قبل ذلك يشكل انحرافا قوميا عن الخط الأممي».
فيما بعد تشكل الحزب الشيوعي الفلسطيني والذي انشق عنه حزب الشعب الفلسطيني أما في الأردن فقد تشكلت عدة منظمات انبثقت من الحزب منها اتحاد الشباب الديموقراطي الأردني والاتحاد الوطني لطلبة الأردن وتنظيمات أخرى خارج صفوف الحزب مثل حركة اليسار الاجتماعي الأردني وغيرها.
في عام 1996 جرى انشقاق تحت اسم حزب الشغيلة الشيوعي الأردني بسبب شبهات التمويل الأجنبي التي عصفت بمنظمة قريبة من الحزب في ذلك العام، والعديد من المنظمات والأحزاب والحركات قد تشكلت بخروج العديد من الحزب الشيوعي الأردني رفضا للعديد من السياسات ومن هذه التنظيمات: حزب التقدم وحركة اليسار الاجتماعي الأردني منتدى الفكر الاشتراكي والجمعية الفلسفية الأردنية والمبادرة الوطنية الأردنية.
| الشيوعية العربية |
| أحزاب الحزب الشيوعي العراقي الحزب الشيوعي اللبناني الحزب الشيوعي السوري الحزب الشيوعي الأردني الحزب الشيوعي المصري الحزب الشيوعي السوداني الحزب الشيوعي الفلسطيني الحزب الشيوعي في السعودية |
| شيوعيون احمد نبيل الهلالي خالد بكداش يوسف سلمان يوسف رياض الترك |
| تصنيف:شيوعية |